# Kedungreja (plaats)
Kedungreja is een bestuurslaag in het regentschap Cilacap van de provincie Midden-Java, Indonesië. Kedungreja telt 7338 inwoners (volkstelling 2010).